# 伯里特鎮區 (伊利諾伊州溫納貝戈縣)
伯里特鎮區（英語：Burritt Township）是位於美國伊利諾伊州溫納貝戈縣的一個行政鎮區。

## 地方資料
根據2010年美國人口普查的數據，伯里特鎮區的面積為84.60平方千米，當中陸地面積為84.20平方千米，而水域面積為0.40平方千米。當地共有人口923人，而人口密度為每平方千米10.91人。